# Pavel Kačer
Pavel Kačer (6. května 1926, Holice – 4. ledna 1984, Pardubice) byl motoristický funkcionář, který vymyslel systém plochodrážního závodu Zlatá přilba, sportovní a televizní komentátor, autor několika knih (například: Kouzlo levých zatáček, Tak jsem to viděl já), autor mnoha fejetonů, dlouholetý hlasatel silničních, motokrosových a plochodrážních závodů mistrovství světa. Otec čtyř dětí, nejstarší Pavel pokračuje v otcových šlépějích jako novinář.